# Porphyrio alleni
El calamoncillo africano (Porphyrio alleni), también denominado calamón chico, gallereta africana y pollona africana, es una especie de ave gruiforme de la familia Rallidae que vive en África. Debe su nombre científico al contralmirante británico William Allen (1770-1843) que recolectó el espécimen tipo.

## Descripción

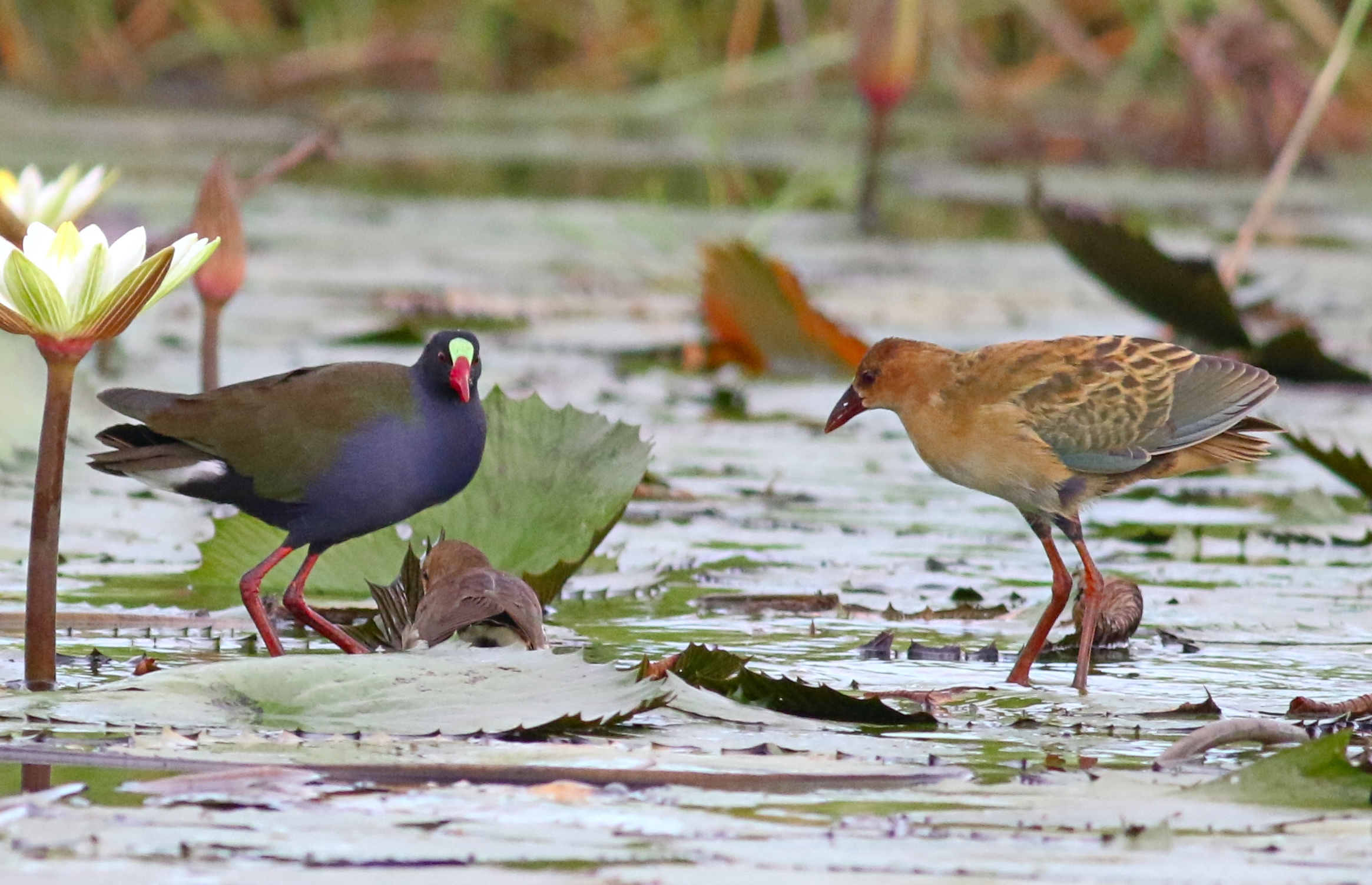
Hembra (izquierda) y ave inmadura en el parque nacional de Chobe, Botsuana.

El calamoncillo africano mide entre 22 y 24 cm de largo. El plumaje de los adultos es principalmente de color azul violáceo con la espalda verdosa. Su cola es corta y con la parte inferior blanca con una banda oscura en el centro. Su pico es corto y rojo.  También son rojas sus patas que tienen largos dedos. Los machos en época de cría muestran un escudo frontal azul que en las hembras es verde. Los inmaduros son de color parduzco con la parte inferior de la cola crema. El plumón de los pollos es negro como en los demás miembros de su familia.

## Distribución y hábitat
Cría en hábitats acuáticos, como marismas, pantanos y lagos, del África subsahariana, estando ausente solo en el árido suroeste de África. También está presente en Madagascar, las islas Comores, Mauricio, Bioko y Santo Tomé. Es una especie parcialmente migratoria que realiza desplazamientos irregulares estacionalmente. Llegan a aparecer ejemplares divagantes en varios países europeos.

## Comportamiento
Los calamoncillos africanos se alientan principalmente de vegetales complementando su dieta con insectos y otros pequeños animales acuáticos, que atrapan sondeando con el pico en el barro o en aguas someras, aunque también se alimentan guiándose por la vista.
Cuando nadan balancean la cabeza hacia delante y hacia detrás. 
Construyen nidos flotantes en pantanos y marismas, donde ponen de 2 a 5 huevos.